# Palais Starhemberg (Minoritenplatz)

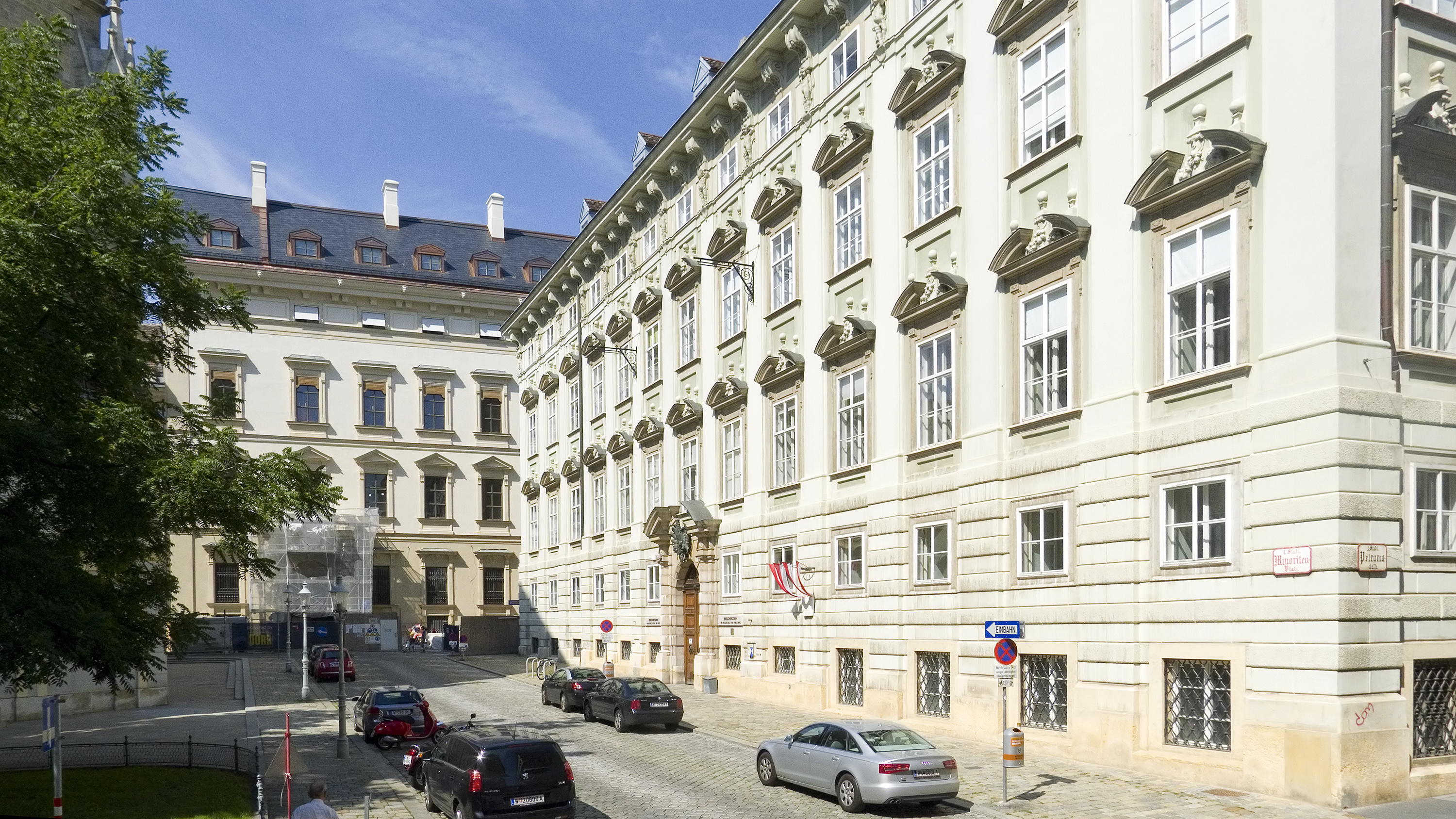
Das Palais Starhemberg, vom Minoritenplatz aus gesehen

Das Palais Starhemberg am Minoritenplatz ist ein Palais im 1. Wiener Gemeindebezirk Innere Stadt. Es ist einer der ältesten Barockpaläste Wiens und bildet neben dem Leopoldinischen Trakt der Hofburg das einzige Beispiel frühbarocker Palastarchitektur in Wien.

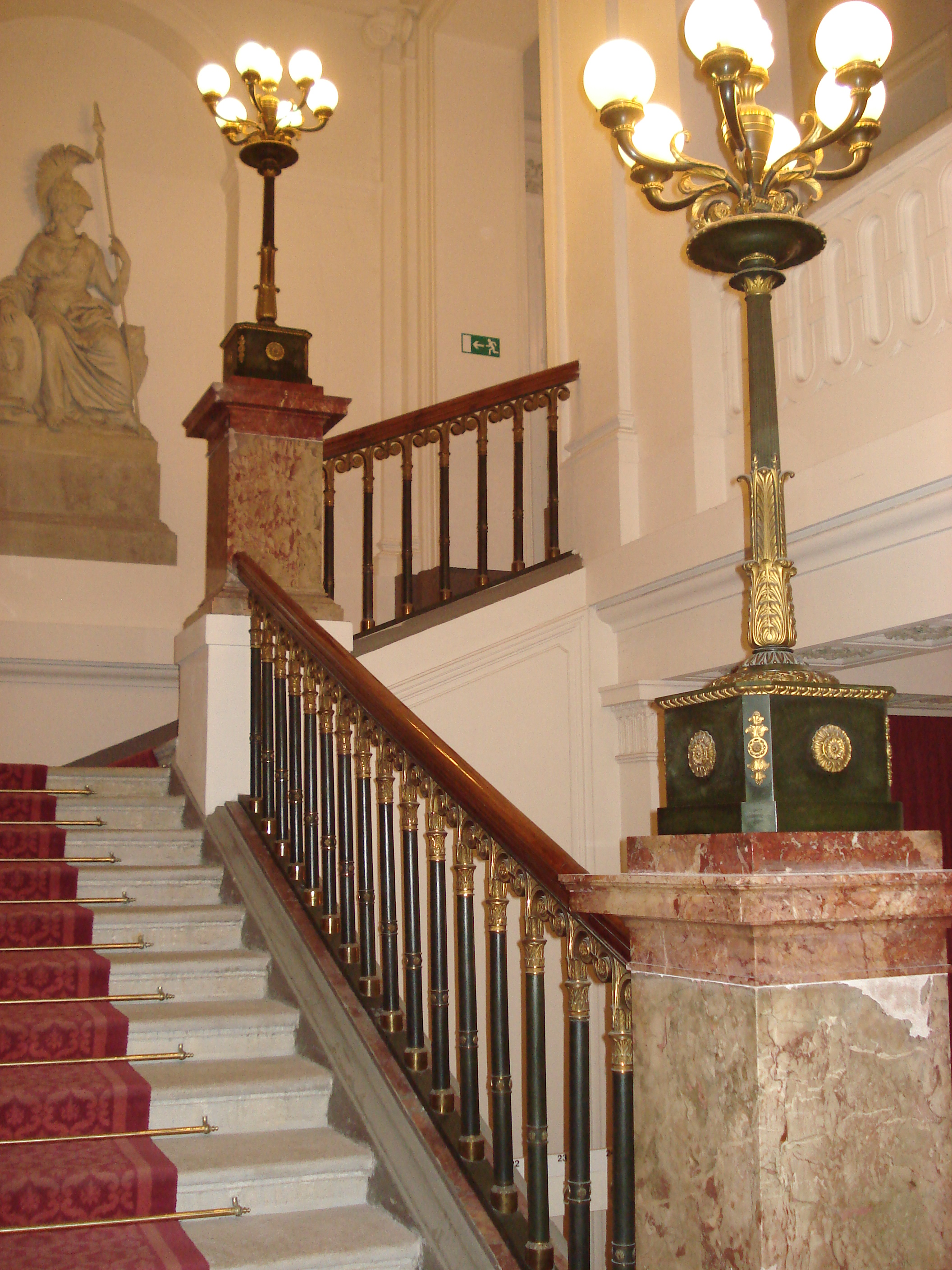
Feststiege

Das Palais wurde von Conrad Balthasar Graf Starhemberg im Jahr 1667 bei einem italienischen Architekten in Auftrag gegeben. Das frühere Anwesen an dieser Stelle wurde zuvor im Jahr 1661 vom Grafen Starhemberg vom Besitzer Hans Friedrich von Sonderndorf gekauft. Zur Zeit der Zweiten Wiener Türkenbelagerung im Jahre 1683 wurde im Palais unter Feldmarschall Ernst Rüdiger Graf Starhemberg, dem Sohn des Bauherren, die Verteidigung Wiens geleitet.
Nach der Übernahme der gesamten Starhembergischen Besitzungen durch Georg Adam Fürst Starhemberg im Jahr 1783 wurde das Innere des Palais unter Leitung des Architekten Andreas Zach umgebaut, weitere Adaptierungen folgten nach. Die Stufen der Feststiege bestehen aus hartem, weißem Kaiserstein aus Kaisersteinbruch, die Steinskulpturen von Josef Klieber kamen um 1815 hinzu. Das barocke Palais blieb allerdings nur bis zum Jahr 1814 in Familienbesitz, bis es auf Grund finanzieller Probleme verkauft wurde. Es kam dadurch zunächst in den Besitz der Familie Nádasdy und später von Ladislaus Graf Festetics de Tolna. Dieser ließ kleinere Umbauten durch Alois Pichl im Empire-Stil durchführen.
Von 1814 bis 1823 diente das Palais als britische Gesandtschaft unter Charles, Lord Stewart, dem jüngeren Bruder von Robert, Viscount Castlereagh.
Im Jahre 1853 wurde Jakob Ritter von Löwenthal neuer Eigentümer, bereits 1862 ging es jedoch in Besitz der k. k. Staatseisenbahn-Gesellschaft über. Schließlich gelangte das Gebäude im Jahr 1871 in Staatsbesitz und wurde zur Unterbringung des Ministeriums für Kultus und Unterricht genutzt. Im Jahr 1875 erfolgte eine Vergrößerung des Palais. Seit 1970 Sitz des Bundesministeriums für Wissenschaft und Forschung beherbergte es in der Folge das Bundesministerium für Unterricht, Kunst und Kultur und heute das Bundesministerium für Bildung, Wissenschaft und Forschung.
Am 7. Februar 2025 gab die zuständige Burghauptmannschaft Österreich bekannt, das Palais bis 2029 umfassend zu sanieren.